# 冈河畔圣科隆布
冈河畔圣科隆布（法語：Sainte-Colombe-sur-Gand，法語發音：[sɛ̃t kɔlɔ̃b syʁ ɡɑ̃]）是法国卢瓦尔省的一个市镇，属于罗阿讷区。

## 地理
冈河畔圣科隆布（45°52'44"N, 4°16'30"E）面积13.56 平方千米，位于法国奥弗涅-罗讷-阿尔卑斯大区卢瓦尔省，该省份为法国中南部省份，北起顺时针与索恩-卢瓦尔省、罗讷省、伊泽尔省、阿尔代什省、上盧瓦爾省、多姆山省和阿列省接壤。
与冈河畔圣科隆布接壤的市镇（或旧市镇、城区）包括：希拉西蒙、维奥莱、比西耶尔、圣瑞斯特拉庞迪、圣西尔德瓦洛日、圣阿加特昂东济。

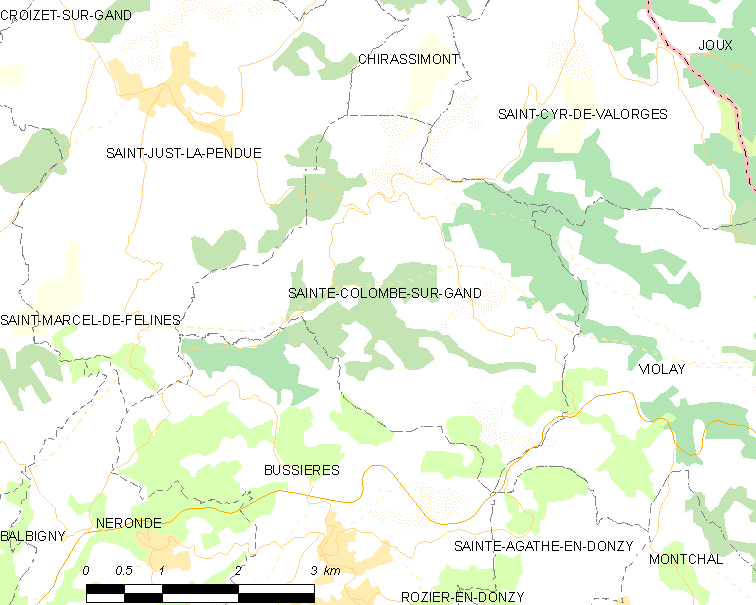
冈河畔圣科隆布的OSM定位图

冈河畔圣科隆布的时区为UTC+01:00、UTC+02:00（夏令时）。

## 行政
冈河畔圣科隆布的邮政编码为42540，INSEE市镇编码为42209。

## 政治
冈河畔圣科隆布所属的省级选区为勒科托县。

## 人口

1962-2008年间冈河畔圣科隆布人口变化图示

冈河畔圣科隆布于2022年1月1日时的人口数量为386人。